# Premi Padma Shri
El premi Padma Shri, (IAST: padma śrī) és la quarta distinció civil més alta de la República de l'Índia, després del Bharat Ratna, el Padma Vibhushan i el Padma Bhushan. L'atorga el Govern de l'Índia cada any el Dia de la República de l'Índia.

## Història
Els premis Padma es van crear el 1954 per a ser entregats a ciutadans indis en reconeixement de la seva especial contribució en diversos àmbits d'activitat, incloses les arts, l'educació, la indústria, la literatura, les ciències, els esports, la medicina, els serveis socials i els afers públics. També s'ha concedit a algunes persones distingides que no eren ciutadanes de l'Índia, però que van contribuir de diverses maneres en la millora o promoció del país.
Els criteris de selecció han estat criticats en alguns àmbits amb l'afirmació que molts artistes molt mereixedors han quedat fora per afavorir determinats individus. Ara, l'Índia ha creat una plataforma de candidatura en línia per a la que la pròpia ciutadania pugui recomanar la nominació d'aquelles persones que consideri mereixedores del premi.
Al seu anvers, les paraules "Padma", que significa lotus en sànscrit, i "Shri", un equivalent honorífic derivat del sànscrit a "sr." o "sra." (és a dir, "Noble en Flor"), apareixen al Devanagari per sobre i per sota d'una flor de lotus. El patró geomètric a banda i banda és de bronze brunyit. Tot el relleu és d'or blanc.

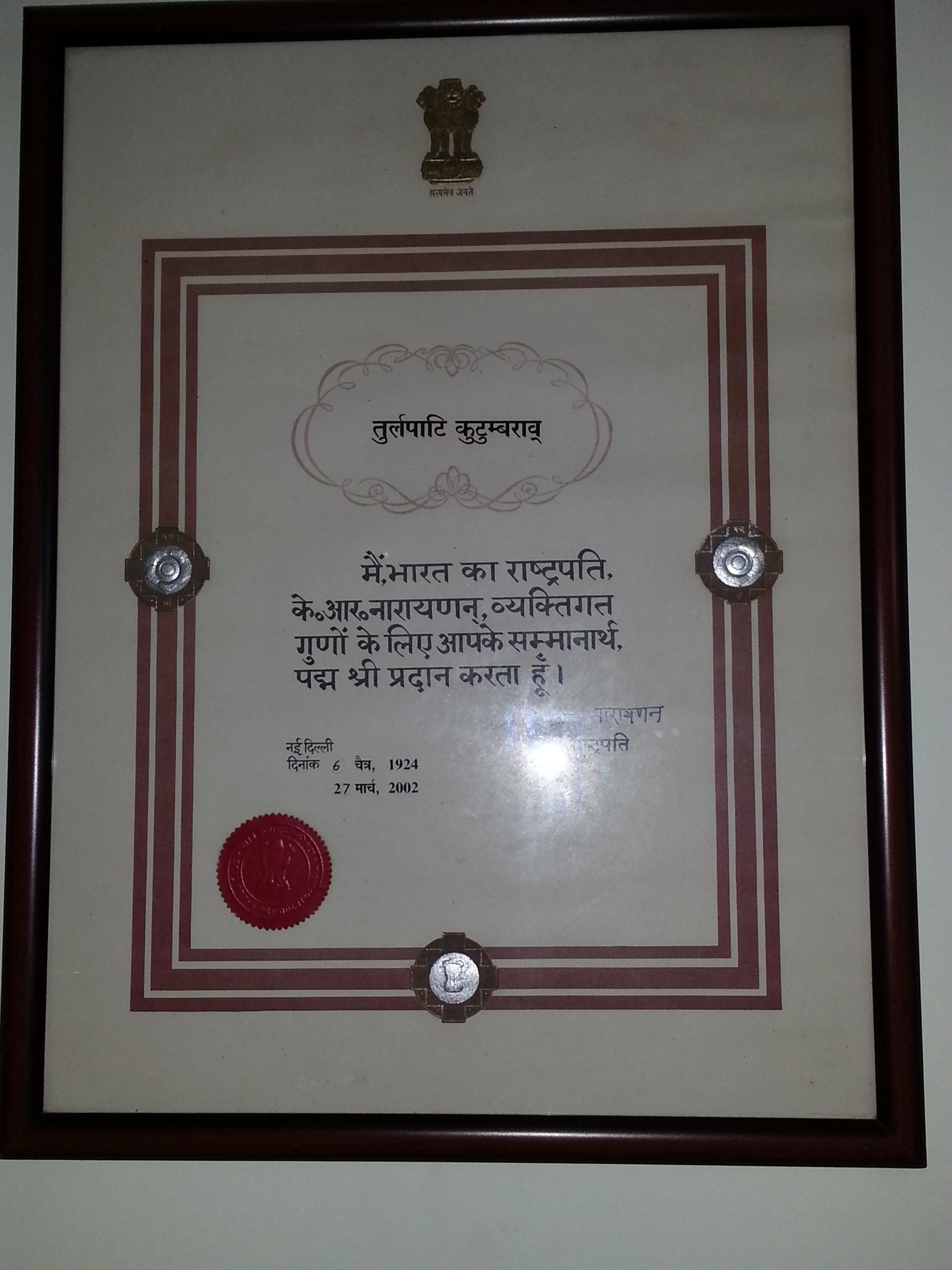
Certificat del premi Padma Shri

Fins al 2020, 3.123 persones han rebut el premi.

## Denegacions i controvèrsies
Diversos destinataris previstos, entre els que es troben l'interpret de sitar Vilayat Khan, l'acadèmic i escriptor Mamoni Raisom Goswami, el periodista Kanak Sen Deka i el conegut guionista de Bollywood, Salim Khan, han rebutjat el premi Padma Shri per diversos motius.
Alguns destinataris previstos, com l'activista ecologista Sunderlal Bahuguna i el campió anglès de billar Michael Ferreira, han rebutjat l'honor, però posteriorment n'han acceptat un de més prestigiós com el Padma Bhushan o Padma Vibhushan. Altres persones, com l'autor Phanishwar Nath 'Renu', l'autor punjabi Dalip Kaur Tiwana i el famós poeta Jayanta Mahapatra, el varen retornar tot i haver-lo acceptat inicialment.